# Drew Ginn
Drew Cameron Ginn (* 20. listopadu 1974, Leongatha) je bývalý australský veslař. Získal tři zlaté olympijské medaile a jednu stříbrnou, dvě zlata má ze závodu dvojky bez kormidelníka (Athény 2004, Peking 2008), jedno zlato ze čtyřky bez kormidelníka (Atlanta 1996) a stříbro ze čtyřky bez kormidelníka (Londýn 2012). Je též pětinásobným mistrem světa ze závodů dvoj a čtyřveslic. Krom veslování se věnoval i cyklistice.